# Wiay, Uist

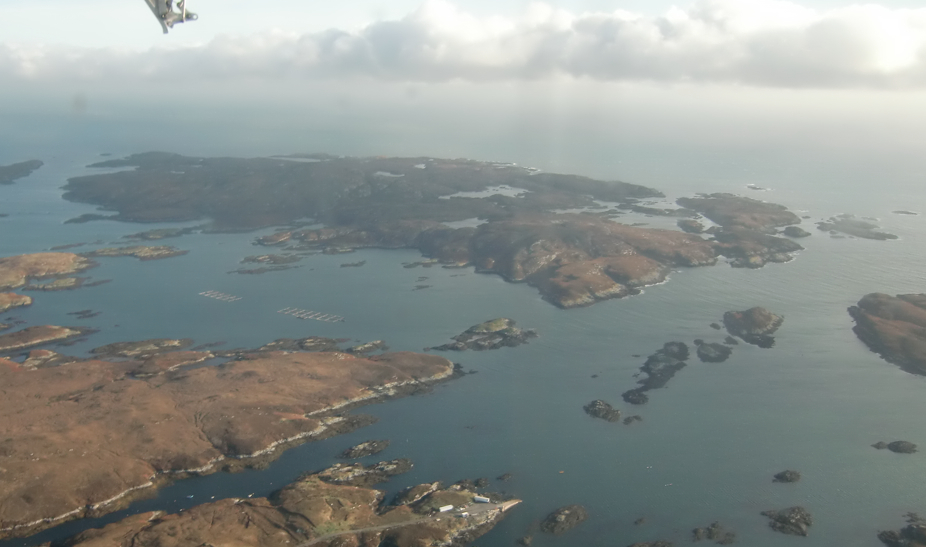
Ilha de Wiay, na Escócia, vista de cima

Wiay (também conhecida como Fundhaigh Wiay) é uma ilha das Hébridas Exteriores, na Escócia.